# NGC 538
NGC 538 је спирална галаксија у сазвежђу Кит која се налази на NGC листи објеката дубоког неба.
Деклинација објекта је - 1° 33' 3" а ректасцензија 1h 25m 26,1s. Привидна величина (магнитуда) објекта NGC 538 износи 13,8 а фотографска магнитуда 14,6. Налази се на удаљености од 61,773 милиона парсека од Сунца. NGC 538 је још познат и под ознакама UGC 991, MCG 0-4-130, CGCG 385-120, DRCG 7-23, PGC 5275.